# Matsyasana

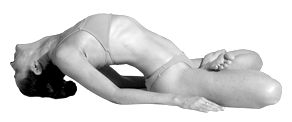
Padma Matsyasana

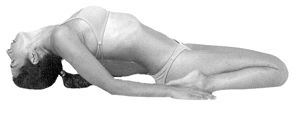
Vajra Matsyasana

Matsyasana, ovvero posizione del pesce, è una āsana di Hatha Yoga della categoria delle "posizioni supine". Il nome deriva dal sanscrito "matsya" che significa "pesce" e "āsana" che significa "posizione". La posizione del pesce, non ricorda direttamente il "pesce" come simbologia, ma prende tale nome in quanto è possibile assumerla anche in acqua (nella versione Padma Matsyasana), consentendo al praticante di galleggiare con facilità.

## Scopo della posizione
La posizione ha lo scopo di consentire una profonda respirazione polmonare, soprattutto toracica e clavicolare, e di allungare la muscolatura addominale, pettorale e comprime la regione del collo. Talvolta questa asana viene assunta dopo posizioni come sarvangasana o halasana che invece portano all'allungamento della zona collo e comprimono la respirazione toracica.

## Posizione
Posizionarsi supini, con le gambe unite ed estese. Espirando, sollevare leggermente il bacino, piegando le braccia e appoggiando i gomiti a terra. Spingere il torace verso l'alto e reclinare la testa indietro, inarcando la schiena il più possibile sino ad appoggiare delicatamente la parte superiore del capo a terra. A questo punto, rilassando le spalle si toglie il peso dai gomiti, allungando le braccia lungo il busto. Il peso del corpo resta sul bacino e sulla testa, mentre gambe e braccia restano rilassate.

## Varianti
Esiste la variante Padma Matsyasana che prevede di incrociare le gambe come nella posizione del loto o padmasana, oppure la variante Vajra Matsyasana, con le gambe piegate all'indietro sotto le natiche come nella posizione del diamante o vajrasana.

## Dimensione dell'anima
„La consapevolezza può essere paragonata a una porta ad arco costruita dall’uomo stesso. Se la consapevolezza stessa diventa capace di creare un ordine nel proprio spazio interiore, assegnando il passato al passato, il futuro al futuro, e se essa viene sperimentata come un’entità attiva, l’individuo diviene capace, nella sua quotidianità, di percepire quella porta ad arco sensibile e immaginativa dell’esistenza e della speranza nella vita. […] Il pesce descrive una consapevolezza ordinata e sensibile, un genere di operosità consapevole ed esatta, un’attività del pensiero ben coordinata e orientata in avanti che si svolge in modo ragionevole e nello stesso momento con un lume di speranza.“